# Giovanni Antonio Rigatti
Giovanni Antonio Rigatti (vers 1613 - 24 octobre 1648) est un maître de chapelle (compositeur, chef de chœur et enseignant de musique) italien du début du baroque.

## Biographie
Giovanni Antonio Rigatti reçoit sa formation musicale comme enfant de chœur dans la maîtrise du chœur de la basilique Saint-Marc de Venise en 1621, ainsi que dans l'un des conservatoires de cette ville. Il reçoit également une formation pour devenir prêtre. De septembre 1635 à mars 1637, il est maître de chapelle de la cathédrale d'Udine. En 1639, il travaille au conservatoire de l'Ospedale dei Mendicanti de Venise. Il enseigne également à l'hôpital des incurables de Venise sans l'approbation de ses supérieurs, jusqu'à ce qu'une commission le renvoie.
Giovanni Antonio Rigatti publie neuf volumes de musique spirituelle : cinq de motets pour voix soliste(s) et quatre psaumes. Il publie également deux livres de musique profane. En 1640, il écrit une messe et des Psaumes dédiés à l'empereur Ferdinand III.